# Distrikt Cuyocuyo
Der Distrikt Cuyocuyo liegt in der Provinz Sandia in der Region Puno in Südost-Peru. Der Distrikt wurde am 2. Mai 1854 gegründet. Er besitzt eine Fläche von 512 km². Beim Zensus 2017 wurden 5568 Einwohner gezählt. Im Jahr 1993 lag die Einwohnerzahl bei 6539, im Jahr 2007 bei 5355. Verwaltungssitz des Distriktes ist die 3450 m hoch gelegene Ortschaft Cuyocuyo (oder Cuyo Cuyo) mit 1189 Einwohnern (Stand 2017). Cuyocuyo befindet sich 18 km südsüdwestlich der Provinzhauptstadt Sandia.

## Geographische Lage
Der Distrikt Cuyocuyo liegt in der Cordillera Carabaya im äußersten Süden der Provinz Sandia. Die Wasserscheide zum Titicacasee verläuft quer über das Areal. Der Nordosten umfasst das Quellgebiet des Río Sandia, linker Quellfluss des Río Inambari. Der Río Ramis (auch Río Grande), ein Zufluss des Titicacasees, fließt entlang der südwestlichen Distriktgrenze nach Westen. Im Südosten erhebt sich ein vergletschertes Gebirgsmassiv mit den Gipfeln Nevado Vilacota (5273 m) und Nevado Ñacaria (5360 m). Im Westen liegen die Seen Laguna Saraucho, Laguna Pacharía und Saitococha. Im Südwesten befindet sich eine 4300–4900 m hoch gelegene Beckenlandschaft (Ananea-Ancocala-Becken), die während dem Plio-Pleistozän (Übergang Pliozän–Pleistozän) entstand. Heute werden hier großflächig Gold und andere Erze im Tagebau gefördert.
Der Distrikt Cuyocuyo grenzt im Süden an den Distrikt Ananea (Provinz San Antonio de Putina), im Westen an den Distrikt Crucero (Provinz Carabaya), im Nordwesten an den Distrikt Patambuco, im Norden an den Distrikt Sandia sowie im Osten an den Distrikt Quiaca.

## Ortschaften
Im Distrikt gibt es neben dem Hauptort folgende größere Ortschaften:
- Huancasayani (332 Einwohner)
- Ñacoreque Grande (203 Einwohner)
- Oriental (386 Einwohner)
- Puna Ayllu (1051 Einwohner)
- Ura Ayllu (669 Einwohner)